# الدوري السوداني الممتاز 2013
الدوري السوداني الممتاز 2013 والمعروف بـدوري سوداني الممتاز لأسباب الرعاية هو الموسم الثامن عشر من بطولة سوداني للدوري الممتاز، حيث فاز المريخ باللقب للمرة السابعة على صعيد الدوري الممتاز وللمرة التاسعة عشرة على الصعيد العام. كما هبط كل من ناديي الموردة وأهلي مدني إلى دوري الدرجة الأولى، بينما نجح نادي النيل الحصاحيصا في البقاء في الممتاز بعد فوزه في ملحق تفادي الهبوط على حي العرب 2-1 في مجموع المباراتين.

كما قرر اتحاد السودان لكرة القدم خصم 3 نقاط من نادي النسور بالإضافة إلى إيقاف 11 إدارياً من النادي لمدة 3 سنوات بعد أن قرر الانسحاب من مباراته مع أهلي شندي ورفض العودة إلى الملعب واستكمال الشوط الثاني.

## الأندية المشاركة
فيما يلي الأندية المتنافسة على الدوري الممتاز (موسم 2013)
| النادي          | الموقع                     | الملعب          |
| --------------- | -------------------------- | --------------- |
| اتحاد مدني      | ود مدني، ولاية الجزيرة     | ملعب ود مدني    |
| أهلي الخرطوم    | الخرطوم، ولاية الخرطوم     | ملعب الخرطوم    |
| أهلي شندي       | شندي، ولاية نهر النيل      | ملعب شندي       |
| أهلي عطبرة      | عطبرة، ولاية نهر النيل     | ملعب عطبرة      |
| أهلي مدني       | ود مدني، ولاية الجزيرة     | ملعب ود مدني    |
| الأمل           | عطبرة، ولاية نهر النيل     | ملعب عطبرة      |
| الخرطوم الوطني  | الخرطوم، ولاية الخرطوم     | ملعب الخرطوم    |
| المريخ          | أم درمان، ولاية الخرطوم    | استاد المريخ    |
| مريخ الفاشر     | الفاشر، ولاية شمال دارفور  | ملعب الفاشر     |
| الموردة         | أم درمان، ولاية الخرطوم    | ملعب الخرطوم    |
| النسور          | أم درمان، ولاية الخرطوم    | ملعب الخرطوم    |
| النيل الحصاحيصا | الحصاحيصا، ولاية الجزيرة   | ملعب سكر الجنيد |
| الهلال          | أم درمان، ولاية الخرطوم    | استاد الهلال    |
| هلال كادوقلي    | كادوقلي، ولاية جنوب كردفان | ملعب كادوقلي    |

## ترتيب الأندية
# == المركز ; لعب = المباريات الملعوبة; فاز = عدد مباريات الفوز; تعادل = عدد مباريات التعادل; خسر = عدد مباريات الخسارة; له = الأهداف التي سجلها; عليه = الأهداف التي استقبلها; +/- = فارق الأهداف; 

## ترتيب الهدافين
فيما يلي ترتيب هدافي موسم 2013 
| #  | اللاعب         | النادي          | عدد الأهداف |
| -- | -------------- | --------------- | ----------- |
| 1  | مدثر كاريكا    | الهلال          | 12          |
|    | أوسماعيلا بابا | أهلي شندي       | 12          |
| 3  | محمد كوكو      | أهلي عطبرة      | 11          |
|    | كليتشي أوسونوا | المريخ          | 11          |
| 5  | مامادو تراوري  | الهلال          | 10          |
| 6  | نادر الطيب     | أهلي شندي       | 8           |
| 7  | رمضان عجب      | المريخ          | 7           |
|    | فرانك أوليفييه | المريخ          | 7           |
|    | ديفيد نواسو    | مريخ الفاشر     | 7           |
| 10 | إبراهيما       | النيل الحصاحيصا | 6           |